# Заплава (селище)
Заплава (до 2024 року — Пойма) — селище в Україні, в Олешківській міській громаді Херсонського району Херсонської області. До 2016 року селище мало назву на честь Олександра Цюрупи. Населення — 117 осіб. З початком повномасштабного російського  вторгнення в Україну селище тимчасово перебуває під російською військовою окупацією.

## Назва
19 травня 2016 року Верховна Рада України підтримала перейменування селища Цурюпинськ на Пойма у рамках декомунізації. 3 червня 2016 року перейменування набуло чинності.
19 вересня 2024 року, в ході деколонізації, Верховна Рада України перейменувала селище Пойма в Заплаву. 26 вересня 2024 року перейменування набуло чинності.

## Населення
За переписом УРСР 1989 року чисельність наявного населення селища становила 145 осіб, з яких 66 чоловіків та 79 жінок.
За переписом населення України 2001 року в селищі мешкало 117 осіб.

### Мовний склад
Рідна мова населення за даними перепису 2001 року:
| Мова       | Чисельність, осіб | Доля     |
| ---------- | ----------------- | -------- |
| Українська | 109               | 93,16 %  |
| Російська  | 8                 | 6,84 %   |
| Разом      | 117               | 100,00 % |